# Alexandra Roach
Alexandra Elizabeth Roach (Ammanford 23 de agosto de 1987) é uma atriz galesa. Os seus papeis mais conhecidos são como a jovem Margaret Thatcher em A Dama de Ferro e Becky na série de televisão Utopia.

## Filmografia

### Cinema
| Ano  | Título                        | Papel                     | Nota(s) |
| ---- | ----------------------------- | ------------------------- | ------- |
| 2011 | A Dama de Ferro               | Margaret Thatcher (jovem) |         |
| 2012 | Uma Armadilha Para Cinderella | Do                        |         |
| 2012 | Private Peaceful              | Molly Monks               |         |
| 2012 | Anna Karenina                 | Condessa Nordston         |         |
| 2012 | Girls' Night Out              | Princesa Elizabeth        |         |
| 2013 | Apenas uma Chance             | Julie-Ann Cooper          |         |
| 2014 | Cuban Fury                    | Helen                     |         |
| 2014 | Juventudes Roubadas           | Winifred Holtby           |         |
| 2016 | The Huntsman: Winter's War    | Doreena                   |         |
| 2019 | The Kid Who Would Be King     | Ms. Foster                |         |
| 2019 | A Guide to Second Date Sex    | Laura                     |         |

### Televisão
| Ano        | Título                       | Papel                            | Nota(s)                                            |
| ---------- | ---------------------------- | -------------------------------- | -------------------------------------------------- |
| 2001–2005  | Pobol Y Cwm                  | Elin                             |                                                    |
| 2010       | The IT Crowd                 | Datilografia                     | episódio: "Reynholm vs Reynholm"                   |
| 2011       | Ser Humano                   | Sasha                            | episódio: "Type 4"                                 |
| 2011       | Candy Cabs                   | Beth Partridge                   | 3 episódios                                        |
| 2011       | New Tricks                   | Nina Ward                        | episódio: "Moving Target"                          |
| 2011       | The Suspicions of Mr Whicher | Constance Kent                   | telefilme                                          |
| 2012       | Hunderby                     | Helene                           |                                                    |
| 2012       | Loserville                   | Kathryn                          | telefilme                                          |
| 2013, 2015 | Vicious                      | Chloe                            | episódios: "Dinner Party" (2013), "Stag Do" (2015) |
| 2013–2014  | Utopia                       | Becky                            |                                                    |
| 2013       | The Thirteenth Tale          | Hester Barrow                    | telefilme                                          |
| 2014       | Walter                       | detetive Constable Annie Hopkins | episódio: "Pilot"                                  |
| 2015–2018  | No Offence                   | DS Joy Freers                    | [ 3 ]                                              |
| 2017       | Inside No. 9                 | Nina/Charlotte                   | episódio: "The Riddle of the Sphinx"               |
| 2017       | Black Mirror                 | Carrie                           | episódio: "Black Museum"                           |
| 2020       | Death in Paradise            | Bethan Miller                    | episódio 9.6                                       |
| 2020       | Killing Eve                  | Rhian                            | episódio: "Beautiful Monster"                      |